# Confidences pour confidences
Pour l’article homonyme, voir Confidence pour confidence.
Pour plus de détails, voir Fiche technique et Distribution.
Confidences pour confidences est un film français de Pascal Thomas sorti en 1979.

## Synopsis
Histoire d'une génération de femmes, racontée avec verve par Pascal Thomas à travers l'histoire des trois sœurs Roussel, banlieusardes devenues parisiennes dans les années 1960.

## Fiche technique
Sauf indication contraire, les informations mentionnées dans cette section peuvent être confirmées par la base de données cinématographiques Unifrance,  présente dans la section « Liens externes ».
- Titre original français : Confidences pour confidences
- Réalisation : Pascal Thomas
- Scénario : Jacques Lourcelles
- Assistance à la réalisation : Patrick Cartoux, Hubert Watrinet
- Photographie : Renan Pollès
- Montage : Nathalie Lafaurie
- Musique : Vladimir Cosma
- Scripte : Jacqueline Granier-Deferre
- Décors : Christian Lamarque, Pierre Guffroy
- Costumes : Thérèse Ripaud
- Société de production : Albina Productions
- Pays de production :  France
- Langue originale : français
- Format : couleur - 1,66:1 - Son mono - 35 mm
- Durée : 110 min
- Genre : comédie dramatique
- Sortie en salle : 
  - France : 3 janvier 1979

## Distribution
- Anne Caudry : Brigitte
- Carole Jacquinot : Pierrette
- Élisa Servier : Florence
- Daniel Ceccaldi : le père
- Laurence Lignères : la mère
- Jacques Villeret : un étudiant
- Michel Galabru: le cousin
- Bernard Menez : l'homme adultère (participation amicale)
- François-Eric Gendron : Paul-Louis, beau-frère élégant
- Jean-Claude Martin : Rodolphe, beau-frère cinéphile
- Igor Lafaurie : François, l'amoureux
- Henri Crémieux : le grand-père
- Louba Guertchikoff : la grand-mère
- Jacques François : le digne Monsieur Delorme
- Christian Pereira : le premier fiancé
- Emilie Thomas : Brigitte petite
- Clément Thomas : Bernard, le petit voisin
- Alain Bernard : le playboy
- Jean Becker : le père de Bernard (amicale participation)
- Michel Fortin : le commissaire
- Gérard Louvain : le passager de la Peugeot
- Roger Muni : un agent

## Autour du film
- Claude Lelouch joue le rôle du metteur en scène de Deauville.
- Une scène du film Un homme et une femme est citée à l'écran.
- C'est selon toute vraisemblance Mme Menez en personne qui joue le rôle (bref) de l'épouse de l'homme adultère.[réf. nécessaire]